# Gastrolobium laytonii
Gastrolobium laytonii är en ärtväxtart som beskrevs av Jean White. Gastrolobium laytonii ingår i släktet Gastrolobium och familjen ärtväxter. Inga underarter finns listade i Catalogue of Life.